# Montgomery (Ohio)
Montgomery ist eine City in Hamilton County und liegt im Bundesstaat Ohio in den USA. Das U.S. Census Bureau ermittelte bei der Volkszählung 2020 eine Einwohnerzahl von 10.853.

## Geographie
Die Stadt befindet sich 15 Kilometer nordöstlich von Cincinnati sowie an den Highways Interstate 71 und Interstate 275.

## Geschichte
Die Region des heutigen Montgomery wurde ursprünglich von Indianern bewohnt. Nachdem diese im Jahre 1794 von Truppen unter General Anthony Wayne vertrieben wurden, kamen erste Siedler in die Gegend. Diese stammten aus Montgomery in Orange County im Bundesstaat New York und nannten den neu besiedelten Ort ebenfalls Montgomery. Der Name geht auf Richard Montgomery zurück. Die Einwohner lebten zunächst hauptsächlich von der Landwirtschaft. Erst ab den 1960er Jahren, als sich das nahe Cincinnati zu einer Industriemetropole entwickelte, wuchs die Einwohnerzahl von Montgomery deutlich.